# Ramon Mascort Amigó
Ramon Mascort Amigó es un abogado y empresario español, polifacético, fundador y presidente de la Fundación Mascort, y mecenas en iniciativas de conservación del medio ambiente.

## Biografía
Ramon Mascort Amigó nació en Barcelona, España, en 1930 en el seno de una familia de profundas raíces torroellenses. Desde finales del siglo XVIII los Mascort ya vivían en Torroella de Montgrí, cuando Agustín Mascort Plana se instaló como farmacéutico proveniente de Palafrugell.
Licenciado en Derecho por la Universidad de Barcelona, Ramon Mascort ha ejercido de abogado durante más de cincuenta años. Paralelamente, ha sido un gran impulsor en la creación de empresas turísticas como el Camping Castell Montgrí y el complejo Swift-Jocs en Estartit, el Camping Castell Mar en Castellón de Ampurias y otras empresas como Lynx Edicions, una editorial impulsada junto con el naturalista Jordi Sargatal y el médico Josep del Hoyo, 1989, con el propósito de desarrollar y publicar la obra Handbook of the Birds of the World para clasificar los más de 10.000 pájaros que existen en el mundo, con 17 volúmenes, y que constituye un referente mundial para la ornitología. Actualmente se está editando la obra Handbook of the Mammals of the Worldpublicadas ambas obras en inglés y con amplia difusión en todo el mundo. Adicionalmente, Lynx Edicions ha publicado numerosos libros y guías monográficas sobre vida natural y animal en diferentes idiomas.
Su padre, Ramon Mascort Galibern, y su tío, el pintor José María Mascort Galibern, lo introdujeron en el mundo del arte y del coleccionismo. Por ello, en 2007, Ramon Mascort Amigó creó la Fundación Mascort, una entidad privada sin ánimo de lucro que trabaja en torno a tres pilares: el conocimiento y estudio de la historia, la comprensión y disfrute del arte y la defensa y protección de la naturaleza. Con estos fines, la Fundación Mascort organiza exposiciones, conferencias y edita los catálogos y estudios histórico-artísticos tanto de las exposiciones de la colección Mascort como otros temas históricos.
El 24 de agosto de 2014, Ramon Mascort recibió la Medalla del Montgrí, y en febrero de 2016 fue nombrado académico de honor de la Reial Acadèmia Catalana de Belles Arts de Sant Jordi y le otorgaron la Medalla de oro del Gremi d'antiquaris de Catalunya. También recogió el Premio Fundació Valvi otorgado al Grup Mascort, en reconocimiento a su trayectoria en el campo de la preservación del patrimonio medioambiental y paisajístico en el marco de las comarcas gerundenses.

## Premios y reconocimientos
- Medalla del Montgrí a Ramon Mascort Amigó: Torroella de Montgrí, agosto de 2014.
- Premi Fundació Valvi al Grup Mascort, como reconocimiento a su trayectoria en el campo de la preservación del patrimonio medioambiental y paisajístico en el marco de las Comarcas de Girona: Girona, junio de 2015.
- Premi acadèmic d'honor Archivado el 15 de julio de 2019 en Wayback Machine. de la Reial Acadèmia Catalana de Belles Arts de Sant Jordi a Ramon Mascort Amigó: Barcelona, febrero de 2016.
- Medalla d'or del Gremi d'antiquaris de Catalunya a Ramon Mascort Amigó en reconocimiento a su labor durante tantos años a favor del conocimiento, conservación, valoración y divulgación del patrimonio artístico y, en especial, de las artes decorativas: Barcelona, febrero de 2016.